# Macrocamptus andamanicus
Macrocamptus andamanicus là một loài bọ cánh cứng trong họ Cerambycidae.